# مایر لانسکی
مایر لانسکی (متولد مایر سوشولیانسکی؛ ۴ ژوئیه ۱۹۰۲ - ۱۵ ژانویه ۱۹۸۳)، معروف به «حسابدار مافیا»، یکی از چهره‌های جنایت سازمان‌یافته آمریکا بود که به همراه همدستش چارلز «لاکی» لوچیانو، نقش کلیدی در شکل‌گیری سندیکای ملی جنایت در ایالات متحده داشت.
لانسکی، یکی از اعضای مافیای یهودی، امپراتوری قماربازی را ساخت که تا سراسر جهان گسترش یافت. گفته می‌شد او سهم‌هایی (درصدهایی) در کازینوهای لاس‌وگاس، کوبا، میامی و نیواورلئان دارد. لانسکی نفوذ قابل توجهی بر مافیای ایتالیایی-آمریکایی داشت. او نقش مهمی در یکپارچه‌سازی جهان زیرزمینی جنایت داشت و در سال ۱۹۳۲ سیستم پولشویی و بانکداری فراساحلی را معرفی کرد که در دهه ۱۹۵۰ برای پول‌های حاصل از قاچاق هروئین مورد استفاده قرار گرفت. میزان دقیق این نقش مورد بحث بوده است، چرا که خود لانسکی بسیاری از اتهامات علیه خود را رد می‌کرد.
علیرغم نزدیک به ۵۰ سال فعالیت در جنایت سازمان‌یافته، لانسکی هرگز به جرمی جدی‌تر از قمار غیرقانونی محکوم نشد. او یکی از موفق‌ترین گانگسترها از نظر مالی در تاریخ آمریکا بود. گفته می‌شد لانسکی پیش از فرار از کوبا، حدود ۲۰ میلیون دلار (معادل ۱۸۴ میلیون دلار در سال ۲۰۲۳) ثروت داشت. وقتی او در سال ۱۹۸۳ درگذشت، خانواده‌اش متوجه شدند دارایی‌هایش تنها حدود ۵۷٬۰۰۰ دلار (معادل ۱۵۰٬۰۰۰ دلار در سال ۲۰۲۳) ارزش دارد.

## اوایل زندگی
مایر لنسکی در ۴ ژوئیه ۱۹۰۲ در گرودنو، امپراتوری روسیه (اکنون بلاروس) در یک خانواده یهودی-لهستانی متولد شد. او همیشه خود را لهستانی معرفی می‌کرد. در ۱۹۱۱،  به همراه مادر و برادرش از اودسا به آمریکا مهاجرت کرد و به پدرش در منهتن پیوست.
لانسکی در کودکی با بنجامین "باگزی" سیگل آشنا شد. آنها دوستان مادام العمر و شریک در قاچاق مشروبات شدند و با هم گروه "باگزی و مایر" را مدیریت کردند. او با چارلز "لاکی" لوچیانو نیز دوست شد - آشنایی آنها زمانی آغاز شد که لوچیانو قصد اخاذی از لانسکی را داشت. این دو بعدها با آرنولد راثستین همکاری کردند تا زمان قتل او در ۱۹۲۸. 

## حرفه
عملیات قمار، ۱۹۲۹-۱۹۴۵
لوچیانو چشم‌انداز تشکیل یک سندیکای جنایت ملی را داشت که در آن باندهای ایتالیایی، یهودی و ایرلندی می‌توانستند منابع خود را جمع کنند و جنایت سازمان‌یافته را به یک کسب‌وکار سودآور برای همه تبدیل کنند. او این سازمان را پس از یک کنفرانس در آتلانتیک‌سیتی که توسط خودش، لانسکی، جانی توریو و فرانک کاستلو در مه ۱۹۲۹ سازماندهی شده بود، تأسیس کرد.  
همچنین، از سال ۱۹۳۲، لانسکی پول‌های حاصل از فعالیت‌های غیرقانونی در نیواورلئان را به حساب‌های فراساحلی سوئیس منتقل کرد. قانون رازداری سوئیس در سال ۱۹۳۴، پولشویی توسط «بانک‌هایی که مقامات آن به خوبی می‌دانستند برای جنایتکاران کار می‌کنند» را تأیید کرد. تا سال ۱۹۳۶، لانسکی عملیات قمار خود را در فلوریدا و کوبا راه‌اندازی کرده بود. این عملیات قمار بر اساس دو نوآوری شکل گرفت:  
۱. لانسکی و ارتباطاتش تخصص فنی برای مدیریت مؤثر این عملیات را داشتند که مبتنی بر دانش لانسکی از احتمال‌های ریاضی بیشتر بازی‌های شرط‌بندی محبوب بود.  
۲. از ارتباطات مافیایی و رشوه به مقامات اجرای قانون برای امنیت قانونی و فیزیکی مؤسساتشان در برابر سایر چهره‌های جنایتکار و مقامات قانونی استفاده می‌شد.  
همچنین یک قانون مطلق در مورد بازی‌ها و شرط‌بندی‌های انجام‌شده در مؤسساتشان وجود داشت. مؤسسات لانسکی در فلوریدا و جاهای دیگر هرگز «مؤسسات تقلبی» نبودند که در آن قماربازان مطمئن نباشند بازی‌ها دستکاری شده‌اند. لانسکی اطمینان حاصل کرد که کارکنانی که بازی‌ها را اداره می‌کنند، از صداقت بالایی برخوردار باشند.  
درگیری در جنگ جهانی دوم، ۱۹۳۸-۱۹۴۵
در دهه ۱۹۳۰، لانسکی و باندش از فعالیت‌های جنایی معمول خود خارج شدند تا تجمعات طرفدار نازی «بوند آلمانی-آمریکایی» را متفرق کنند. او به یک تجمع خاص در یورکویل، یک محله آلمانی در منهتن، اشاره کرد که او و ۱۴ همدستش آن را مختل کردند:  
«صحنه با یک صلیب شکسته و تصویری از آدولف هیتلر تزئین شده بود. سخنرانان شروع به داد و فریاد کردند. فقط پانزده نفر از ما بودیم، اما وارد عمل شدیم. برخی از آن‌ها را از پنجره بیرون انداختیم. بیشتر نازی‌ها وحشت‌زده فرار کردند. ما آن‌ها را دنبال کردیم و کتک زدیم. می‌خواستیم به آن‌ها نشان دهیم که یهودیان همیشه عقب نمی‌نشینند و توهین را تحمل نمی‌کنند.»  
وقتی قاضی ناتان دی. پرلمن پیشنهاد پرداخت به لانسکی برای خدماتش را داد، او رد کرد:  
«من یک یهودی هستم و برای یهودیان اروپا که رنج می‌کشند، احساس می‌کنم. آن‌ها برادران من هستند.»  
در طول جنگ جهانی دوم، لانسکی نقش کلیدی در کمک به «دفتر اطلاعات نیروی دریایی» (ONI) در «عملیات زیرزمینی» داشت، که در آن دولت جنایتکاران را برای مراقبت از نفوذی‌های آلمانی و خرابکاران زیردریایی‌ها استخدام کرد. لانسکی کمک کرد تا یک توافق با دولت از طریق یک مقام عالی‌رتبه نیروی دریایی ایالات متحده انجام شود که آزادی لوچیانو از زندان را تضمین می‌کرد؛ در عوض، مافیا امنیت کشتی‌های جنگی که در امتداد اسکله‌های نیویورک ساخته می‌شدند را تأمین می‌کرد. زیردریایی‌های آلمانی در حال غرق کردن کشتی‌های متفقین به تعداد زیاد در امتداد ساحل شرقی و ساحل کارائیب بودند و ترس زیادی از حمله یا خرابکاری توسط همدستان نازی وجود داشت. لانسکی ONI را با لوچیانو مرتبط کرد که گزارش شده به جوزف لانزا دستور داد از خرابکاری در اسکله‌های نیویورک جلوگیری کند.  
هتل فلامینگو، ۱۹۴۶-۱۹۴۷
در سال ۱۹۴۶، لانسکی مافیای ایتالیایی-آمریکایی را متقاعد کرد که سیگل را مسئول لاس‌وگاس کند و سرمایه‌گذار اصلی در هتل فلامینگوی سیگل شد. برای محافظت از خود در برابر نوعی پیگرد قانونی که آل کاپون را به دلیل فرار مالیاتی و فحشا به زندان انداخت، لانسکی درآمدهای غیرقانونی امپراتوری کازینوی در حال رشد خود را به یک حساب بانکی سوئیس منتقل کرد، که در آن ناشناس بودن توسط قانون بانکداری سوئیس در سال ۱۹۳۴ تضمین شده بود. لانسکی در نهایت یک بانک فراساحلی در سوئیس خرید که از آن برای پولشویی از طریق شبکه‌ای از شرکت‌های پوششی و هلدینگ استفاده کرد.  
در سال ۱۹۴۶، لانسکی در یک جلسه محرمانه در هاوانا شرکت کرد تا در مورد مدیریت سیگل از هتل فلامینگو بحث شود، که بسیار عقب‌تر از برنامه بود و هزینه زیادی برای سرمایه‌گذاران مافیای سیگل داشت. سایر روسا می‌خواستند سیگل را بکشند، اما لانسکی از آن‌ها خواست به دوستش فرصت دیگری بدهند.  
علیرغم این فرصت، سیگل همچنان در فلامینگو ضرر می‌کرد. سپس یک جلسه دوم تشکیل شد. تا زمان برگزاری جلسه، کازینو سود کمی کرده بود. با حمایت لوچیانو، لانسکی سایر سرمایه‌گذاران را متقاعد کرد که به سیگل زمان بیشتری بدهند. وقتی هتل دوباره شروع به از دست دادن پول کرد، سایر سرمایه‌گذاران تصمیم گرفتند که کار سیگل تمام شده است. به طور گسترده‌ای اعتقاد بر این است که لانسکی به دلیل رابطه طولانی‌مدت با سیگل و جایگاهش در سازمان، مجبور شد رأی نهایی را برای حذف سیگل بدهد.  
در ۲۰ ژوئن ۱۹۴۷، سیگل در بورلی هیلز، کالیفرنیا، هدف گلوله قرار گرفت و کشته شد. بیست دقیقه بعد، همدستان لانسکی، از جمله گاس گرینباوم و مو سدوی، وارد فلامینگو شدند و کنترل آن را به دست گرفتند. بر اساس گزارش اف‌بی‌آی، لانسکی برای ۲۰ سال بعد یک سهم مالی قابل توجه در فلامینگو حفظ کرد. لانسکی در چندین مصاحبه در سال‌های بعدی زندگی‌اش گفت که اگر به او بستگی داشت، «بن سیگل امروز زنده بود».  
مرگ سیگل نشان‌دهنده انتقال قدرت در وگاس از پنج خانواده نیویورک به گروه شیکاگو بود. اگرچه نقش لانسکی به میزان قابل توجهی محدودتر از سال‌های گذشته بود، اما اعتقاد بر این است که او هم به تونی آکاردو، رئیس شیکاگو، مشورت داد و هم در ابتدای به دست گرفتن کنترل به او کمک کرد.  
کوبا، ۱۹۴۶-۱۹۵۹
پس از جنگ جهانی دوم، به عنوان پاداش برای خدمات دوران جنگ، حکم لوچیانو به زمان تحمل شده کاهش یافت. آزادی او مشروط به این بود که با لغو تابعیت آمریکایی‌اش مخالفت نکند و اخراج به ایتالیا، زادگاهش، را بپذیرد. پس از ورود به ایتالیا، لوچیانو در سیسیل ساکن شد. او مخفیانه به کوبا نقل مکان کرد، جایی که برای از سرگیری کنترل بر عملیات مافیا کار کرد. لوچیانو همچنین چندین کازینو در کوبا با مجوز فولخنسیو باتیستا، دیکتاتور کوبا، اداره می‌کرد. پس از کشف حضور لوچیانو در کوبا و از سرگیری فعالیت‌های جنایی، دولت ایالات متحده باتیستا را تحت فشار قرار داد تا لوچیانو را به ایتالیا اخراج کند.  
باتیستا و لانسکی یک دوستی و رابطه تجاری معروف تشکیل دادند که یک دهه طول کشید. در طول اقامت در هتل والدورف-آستوریا در نیویورک در اواخر دهه ۱۹۴۰، توافق شد که در ازای رشوه، باتیستا کنترل کازینوها و مسابقات اسب‌دوانی کشور را به لانسکی و مافیا واگذار کند. باتیستا هاوانا را برای قمار در مقیاس بزرگ باز می‌کرد و دولت او به ازای هر دلار سرمایه‌گذاری در هتل بیش از ۱ میلیون دلار آمریکا، که شامل مجوز کازینو می‌شد، معادل آن را پرداخت می‌کرد. لانسکی خود را در مرکز عملیات قمار کوبا قرار داد. او بلافاصله از همدستانش خواست تا یک اجلاس در هاوانا برگزار کنند.  
کنفرانس هاوانا در ۲۲ دسامبر ۱۹۴۶ در هتل ناسیونال برگزار شد. این اولین جلسه کامل رهبران زیرزمینی آمریکا از زمان جلسه شیکاگو در سال ۱۹۳۲ بود. چهره‌هایی مانند جو آدونیس، آلبرت «کلاه‌گر دیوانه» آناستازیا، فرانک کاستلو، جوزف «جو موز» بونانو، ویتو جنووز، مو دالیتز، توماس لوچزه از نیویورک؛ سانتو ترافیکانته جونیور از تامپا؛ کارلوس مارچلو از خانواده جنایی نیواورلئان؛ و استفانو ماگادینو، پسرعموی بونانو از بوفالو در آن حضور داشتند. از شیکاگو آکاردو و برادران فیشتی، «چارلی تریگر-هاپی» و روکو فیشتی؛ و از طرف منافع یهودیان، لانسکی، دالیتز و «فیل داندی» کاستل از فلوریدا حضور داشتند.  
اولین کسی که رسید لوچیانو بود که با گذرنامه جعلی به صورت مخفیانه به هاوانا سفر کرده بود. لانسکی چشم‌انداز خود از یک هاوانای جدید را با حاضران در میان گذاشت که برای کسانی که مایل به سرمایه‌گذاری مبلغ مناسب بودند، سودآور خواهد بود. به گفته لوچیانو، تنها فردی که تا به حال جزئیات رویدادها را بازگو کرده است، او به عنوان رهبر مافیا منصوب شد تا از کوبا حکومت کند تا زمانی که راهی قانونی برای بازگشت به ایالات متحده پیدا کند. سرگرمی در کنفرانس توسط فرانک سیناترا و دیگران ارائه شد، که با دوستانش، برادران فیشتی، به کوبا پرواز کرده بود.  
در سال ۱۹۵۲، لانسکی به کارلوس پریو ساکاراس، رئیس‌جمهور وقت کوبا، پیشنهاد رشوه ۲۵۰٬۰۰۰ دلار آمریکا را داد تا کنار برود و باتیستا بتواند دوباره به قدرت بازگردد. پس از اینکه باتیستا در مارس ۱۹۵۲ در یک کودتای نظامی کنترل دولت را دوباره به دست گرفت، به سرعت قمار را به مسیر خود بازگرداند. باتیستا به لانسکی حقوق سالانه ۲۵٬۰۰۰ دلار آمریکا پیشنهاد داد تا به عنوان وزیر غیررسمی قمار خدمت کند. تا سال ۱۹۵۵، او دوباره قوانین قمار را تغییر داد و به هر کسی که ۱ میلیون دلار آمریکا در یک هتل یا ۲۰۰٬۰۰۰ دلار آمریکا در یک کلاب شبانه جدید سرمایه‌گذاری می‌کرد، مجوز قمار اعطا کرد. برخلاف روش اخذ مجوز قمار در وگاس، این شرط سرمایه‌گذاران را از بررسی سوابق معاف می‌کرد. تا زمانی که سرمایه‌گذاری لازم را انجام می‌دادند، به آن‌ها بودجه عمومی برای ساخت‌وساز، معافیت مالیاتی ده ساله و واردات بدون عوارض تجهیزات و اثاثیه اعطا می‌شد. دولت ۲۵۰٬۰۰۰ دلار آمریکا برای مجوز به‌اضافه درصدی از سود هر کازینو دریافت می‌کرد. ۱۰٬۰۰۰ دستگاه اسلات ماشین کوبا، حتی آن‌هایی که جوایز کوچکی برای کودکان در نمایشگاه‌های محلی ارائه می‌دادند، در حوزه اختیارات روبرتو فرناندز ی میراندا، برادر همسر باتیستا، مارتا فرناندز میراندا د باتیستا قرار گرفتند.  
فرناندز، یک ژنرال ارتش کوبا و مدیر ورزشی دولت، همچنین پارکومترهای هاوانا را به عنوان یک امتیاز اضافی دریافت کرد. عوارض گمرکی برای مصالح ساختمانی هتل لغو شد و پیمانکاران کوبایی با ارتباطات مناسب با فروش مازاد به دیگران با سودهای کلان، ثروت‌های بادآورده به دست آوردند. شایعه شده بود که علاوه بر ۲۵۰٬۰۰۰ دلار آمریکا برای دریافت مجوز، گاهی مبلغ بیشتری زیر میز لازم بود. مقامات فاسد درخواست پرداخت‌های دوره‌ای می‌کردند و دریافت می‌کردند.  
لانسکی به اصلاح کاباره مونمارتر پرداخت که به زودی به مکان محبوب هاوانا تبدیل شد. او همچنین یک کازینو در هتل ناسیونال راه‌اندازی کرد که بر حمایت باتیستا تکیه داشت.  
انقلاب کوبا و فرار به باهاما (۱۹۵۹ و دهه ۱۹۶۰)
انقلاب کوبا در ۱۹۵۹ و به قدرت رسیدن فیدل کاسترو شرایط را برای سرمایه‌گذاری مافیا در کوبا تغییر داد. در شب سال نو ۱۹۵۸، در حالی که باتیستا در حال آماده‌شدن برای فرار به جمهوری دومینیکن بود قبل از آنکه به‌طور دائم در اسپانیای فرانکو ساکن شود (جایی که در تبعید در سال ۱۹۷۳ درگذشت)، لانسکی در حال جشن گرفتن ۳ میلیون دلار آمریکایی بود که در اولین سال فعالیت در کاخ ۴۴۰ اتاقه ۸ میلیون دلاری خود، ریویرای هاوانا، به دست آورده بود. بسیاری از کازینوها، از جمله چند مورد متعلق به لانسکی، آن شب غارت و تخریب شدند. لانسکی در ۷ ژانویه به باهاما فرار کرد. در ناسائو، «پسران خلیج» حکومت می‌کردند. در ۸ ژانویه ۱۹۵۹، کاسترو و انقلابیون کنترل هاوانا را به دست گرفتند و یک پست فرماندهی در هیلتون برپا کردند. رئیس‌جمهور جدید کوبا، مانوئل اوروتیا لیئو، اقداماتی را برای بستن کازینوها انجام داد. در اکتبر ۱۹۶۰، کاسترو تمام هتل-کازینوهای جزیره را ملی کرد و قمار را ممنوع اعلام کرد.  
پس از انقلاب، لانسکی از دولت ایالات متحده خواستار جبران خساراتش در کوبا شد.  
اخاذی جنسی و جی. ادگار هوور
لانسکی به داشتن کنترل بر تصاویر compromettante از جی. ادگار هوور، مدیر سابق اف‌بی‌آی، و کلاید تالسون، دستیار دیرینه‌اش، معروف است. در کتاب خود، «رسمی و محرمانه: زندگی مخفی جی. ادگار هوور»، آنتونی سامرز به منابع متعددی اشاره می‌کند که نشان می‌دهد لانسکی از اخاذی برای کسب نفوذ بر سیاستمداران، پلیس‌ها و قضات استفاده می‌کرد. یکی از مراحل جمع‌آوری مواد اخاذی، مهمانی‌های هرزه‌نگاری بود که توسط وکیل فقید  هوور، روی کوهن، و لوئیس روزنستیل، تاجر مشروبات الکلی که از دوران قاچاق در دوران ممنوعیت ارتباطات پایدار با مافیا داشت، برگزار می‌شد.  
انتشار پرونده‌های اف‌بی‌آی درباره لانسکی در سال ۲۰۱۹ نشان داد که نظارت و تحقیقات گسترده‌ای انجام شده است، که توضیح عدم پیگیری لانسکی تا محکومیت را دشوار می‌کند، مگر اینکه او با اخاذی از آن اجتناب کرده باشد. کوهن این مدل اخاذی را برای کنترل سیاستمداران و اجتناب از محکومیت خودش کپی کرد.  
تلاش برای مهاجرت و محاکمه (۱۹۷۰-۱۹۷۲)
در سال ۱۹۷۰، لانسکی به هرتزلیا پیتوآ، اسرائیل، فرار کرد تا از اتهامات فرار مالیاتی فدرال در ایالات متحده فرار کند. او همدرد قوی اسرائیل بود. در آن زمان قانون اسرائیل اجازه استرداد شهروندان اسرائیلی را نمی‌داد و تحت قانون بازگشت، هر یهودی می‌توانست به‌طور قانونی در اسرائیل ساکن شود و تابعیت بگیرد. دولت اسرائیل این حق را برای خود محفوظ داشت که یهودیان با سابقه جنایی را از اقامت در کشور محروم کند. دو سال پس از ورودش، لانسکی به ایالات متحده اخراج شد. دولت فدرال لانسکی را با شهادت وینسنت «وینی چاق» ترزا به محاکمه کشاند. لانسکی در سال ۱۹۷۳ تبرئه شد.

## زندگی شخصی و مرگ
لانسکی در سال ۱۹۲۹ با آنا سیترون ازدواج کرد و صاحب سه فرزند شد، اما در سال ۱۹۴۶ از هم جدا شدند. او در سال ۱۹۴۸ با تلما شوارتز ازدواج کرد.  
لانسکی در میامی بازنشسته شد و ۱۰ سال آخر عمرش را به آرامی در خانه‌اش در میامی بیچ، فلوریدا گذراند. او در ۱۵ ژانویه ۱۹۸۳ در سن ۸۰ سالگی بر اثر سرطان ریه درگذشت.  
دارایی‌ها
بر روی کاغذ، لانسکی در زمان مرگ تقریباً هیچ دارایی نداشت. اف‌بی‌آی معتقد بود او بیش از ۳۰۰ میلیون دلار در حساب‌های مخفی به جا گذاشته است، اما این پول هرگز پیدا نشد. این مبلغ معادل ۷۷۱ میلیون دلار در سال ۲۰۲۳ خواهد بود.  
رابرت لسی، زندگینامه‌نویس لانسکی، به شرایط مالی سخت او در دو دهه آخر عمرش و ناتوانی‌اش در پرداخت هزینه‌های درمانی پسر معلولش اشاره می‌کند که در نهایت در فقر درگذشت. به گفته لسی، هیچ مدرکی وجود ندارد که ثابت کند لانسکی «پادشاه تمام شرورها، مغز متفکر، محرک پنهان، الهام‌بخش و کنترل‌کننده جنایت سازمان‌یافته آمریکا» بوده است.  
نوه همسر دوم لانسکی به نویسنده تی. جی. انگلیش گفت که او در زمان مرگش در سال ۱۹۸۳ تنها ۵۷٬۰۰۰ دلار نقد به جا گذاشت که معادل ۱۴۷٬۰۰۰ دلار در سال ۲۰۲۳ است. وقتی در سال‌های پایانی عمرش از او پرسیده شد چه چیزی در کوبا اشتباه پیش رفت، لانسکی گفت: «همه چیز را از دست دادم». او به مردم گفت که تقریباً هر پنی را در کوبا از دست داده و به سختی زندگی می‌کرد.  
هانک مسیک، روزنامه‌نگار میامی هرالد که سال‌ها لانسکی را بررسی کرده بود، گفت کلید درک لانسکی در اطرافیانش نهفته است: «مایر لانسکی مالکیت اموال ندارد. او مالک مردم است». به گفته او، اف‌بی‌آی و دادستان منطقه منهتن رابرت مورگنتاو، واقعیت این بود که لانسکی مقادیر زیادی پول به نام دیگران نگه داشته بود و این موضوع برای او تازگی نداشت.  
در سال ۲۰۱۰، ساندرا، دختر لانسکی، به طور عمومی گفت که پدرش در اوایل دهه ۱۹۷۰ حدود ۱۵ میلیون دلار به حساب برادرش منتقل کرده بود، زمانی که با مشکلات مالیاتی روبرو شده بود. احتمالاً هرگز مشخص نخواهد شد که لانسکی واقعاً چقدر پول داشت. از زمان بهبود روابط آمریکا و کوبا در سال ۲۰۱۵، گری راپوپورت، نوه لانسکی، از دولت کوبا خواسته است که بابت مصادره هتل ریویرا که پدربزرگش در هاوانا ساخته بود، به او غرامت پرداخت کند.

## در فرهنگ عامه
در سینما:
- شخصیت هایمن راث (با بازی لی استراسبرگ) در فیلم پدرخوانده: قسمت دوم (۱۹۷۴) و برخی جنبه‌های مایکل کورلئونه بر اساس لانسکی شکل گرفته‌اند. لانسکی پس از اکران فیلم به استراسبرگ تلفن زد و عملکردش را تحسین کرد، اما گفت: «می‌توانستی مرا دوست‌داشتنی‌تر بسازی».  
- در فیلم یوریکا (۱۹۸۳) جو پشی در نقش میاکوفسکی، شخصیتی الهام‌گرفته از لانسکی ظاهر شد.
- شخصیت ماکسیمیلان "مکس" برکوویچ (با بازی جیمز وودز) در روزی روزگاری در آمریکا (۱۹۸۴) از لانسکی الهام گرفته شده است. 
- در فیلم هاوانا (۱۹۹۰) مارک رایدل نقش لانسکی را بازی کرد. 
- بن کینگزلی در باگزی (۱۹۹۱) نقش لانسکی را ایفا کرد و نامزد اسکار شد.
- داستین هافمن در شهر گمشده (۲۰۰۵) و هاروی کیتل در لانسکی (۲۰۲۱) این شخصیت را به تصویر کشیدند.  
در تلویزیون:
- در سریال بوردواک امپایر (۲۰۱۴-۲۰۱۰) آناتول یوسف نقش لانسکی را بازی کرد. 
- پاتریک فیشلر در شهر مافیا (۲۰۱۳) و ریچارد دریفوس در فیلم تلویزیونی لانسکی (۱۹۹۹) این نقش را بر عهده داشتند.
در ادبیات:
- رمان هاوانا اثر استیون هانتر و کتاب اگر مردگان برنخیزند اثر فیلیپ کر شامل شخصیت لانسکی هستند. 
- کتاب کمیک مایر (۲۰۱۹) ماجرای خیالی لانسکی سالخورده را روایت می‌کند. 
در موسیقی:
- رپر مایالناسکی (از گروه وو-تانگ کلن) نام هنری خود را از لانسکی گرفته است.
- موزیسین اسرائیلی ساگول ۵۹ در آهنگ بالاد مایر لانسکی به زندگی او پرداخته است.
- جی-زی در ترانه Party Life به لانسکی اشاره کرده است.  